# Fernando Vásquez Arnez
Fernando Iván Vásquez Arnez (Catavi, Bolivia; 24 de mayo de 1962) es un ingeniero y político boliviano. Fue el Ministro de Minería y Metalurgia de Bolivia desde el 8 de mayo de 2020 hasta el 30 de mayo de 2020 durante el gobierno de la presidenta Jeanine Áñez Chávez.

## Biografía
Fernando Vásquez nació el 24 de mayo de 1962 en la localidad minera de Catavi perteneciente al actual municipio de Llallagua en la Provincia Rafael Bustillo del Departamento de Potosí. Comenzó sus estudios escolares en 1968 saliendo bachiller del Colegio "Junín" de la ciudad de Potosí el año 1980.
Vásquez continuó con sus estudios superiores, trasladándose a vivir a Brasil donde ingresó a estudiar a la carrera de ingeniería de la Universidad de São Paulo, titulándose como ingeniero en minas de profesión el año 1986.
Retornó a Bolivia y comenzó a trabajar en el fondo de financiamiento para la Minería, luego en la Empresa Minera Hanaer, en la Empresa Minera Sinchi Wayra. Así como también en la Federación de Cooperativas Mineras Auríferas del norte del Departamento de La Paz y en la Cooperación Técnica Suiza entre otros.
Durante su vida laboral, Vásquez ingresó también a trabajar al ministerio de minería como director de Medio Ambiente y Consulta Pública durante las gestiónes de los ministros Luis Alberto Echazú (2007-2010) y José Pimentel Castillo (2010-2012).

### Viceministro de Desarrollo Productivo Minero Metalúrgico (2019-2020)
El 3 de diciembre de 2019 el entonces ministro de minería Carlos Huallpa Sunaga posesiona a Fernando Vásquez como el nuevo viceministro de Desarrollo Productivo Minero Metalúrgico de Bolivia. Estuvo en dicho cargo por alrededor de 5 meses.

### Ministro de Minería y Metalurgia (2020)
El 8 de mayo de 2020, la Presidenta de Bolivia Jeanine Áñez Chávez posesiona al ingeniero potosino Fernando Iván Vásquez Arnez de 58 años de edad como el nuevo ministro de minería en reemplazo del minero cooperativista Carlos Huallpa, el cual había renunciado a su cargo.
Pero Vásquez solo pudo durar en el cargo de ministro unos 22 días, pues fue destituido por la misma presidenta Áñez por haber utilizado expresiones racistas y discrimanatorias contra los militantes masistas. En su lugar, Áñez lo reemplazó por el exalcalde potosino Jorge Oropeza Terán.
| Predecesor: Carlos Huallpa Sunaga | Ministro de Minería y Metalurgia de Bolivia 8 de mayo de 2020 - 30 de mayo de 2020 | Sucesor: Jorge Oropeza Terán |